# We’re All to Blame
«We’re All to Blame» (с англ. — «Мы все виноваты») — первый сингл с альбома «Chuck» канадской панк-рок-группы Sum 41. Сами музыканты говорили что эта песня «…о мировом государстве, в котором из-за войны люди умирают, люди живут в страхе и власть принадлежит корпорациям».
Эта песня была написана после поездки группы в Конго и самой последней к альбому. Изначально «Noots» должна была быть третьим по счету треком в альбоме «Chuck», но после записи «We’re All to Blame» была вырезана из альбома и появилась только как бонусная в европейском и японском издании альбома.
Песня входит в саундтрек к фильму 2004 года «Годзилла: Финальные войны».

## Клип
В клипе показано, как в то время, пока на сцене поёт группа, вокруг них танцуют балерины, одетые в золотую одежду, а в конце клипа диктор объявляет, что следующими будут выступать Pain For Pleasure, альтер эго группа, придуманная группой Sum 41 для высмеивания старых металл групп. Режиссёром клипа выступил Марк Класфилд. Многие фанаты группы критикуют этот клип из-за того, что та комедийная манера, в которой он снят, совсем не сочетается с такой серьёзной песней.

## Список композиций
1. «We’re All to Blame»
2. «Noots»

## Исполнители
- Дерик «Bizzy D» Уибли — вокал, гитара
- Дэйв «Brownsound» Бэкш — гитара, бэк-вокал
- Джейсон «Cone» МакКэслин — бас, бэк-вокал
- Стив «Stevo 32» Джоз — барабаны, бэк-вокал